# Satellites naturels de Neptune

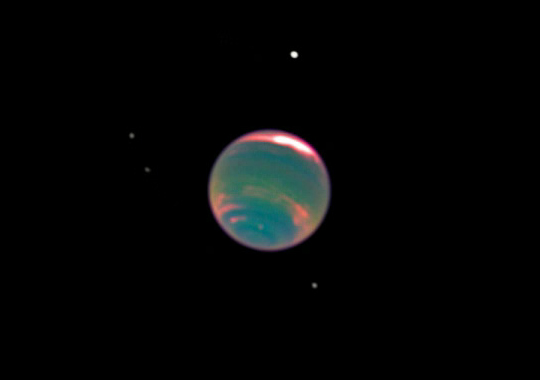
Neptune vue par le télescope spatial Hubble, entourée de quatre satellites, Protée (en haut), Larissa (la plus à gauche), Galatée (en bas à droite) et Despina (à gauche de Neptune et en bas à droite de Larissa).

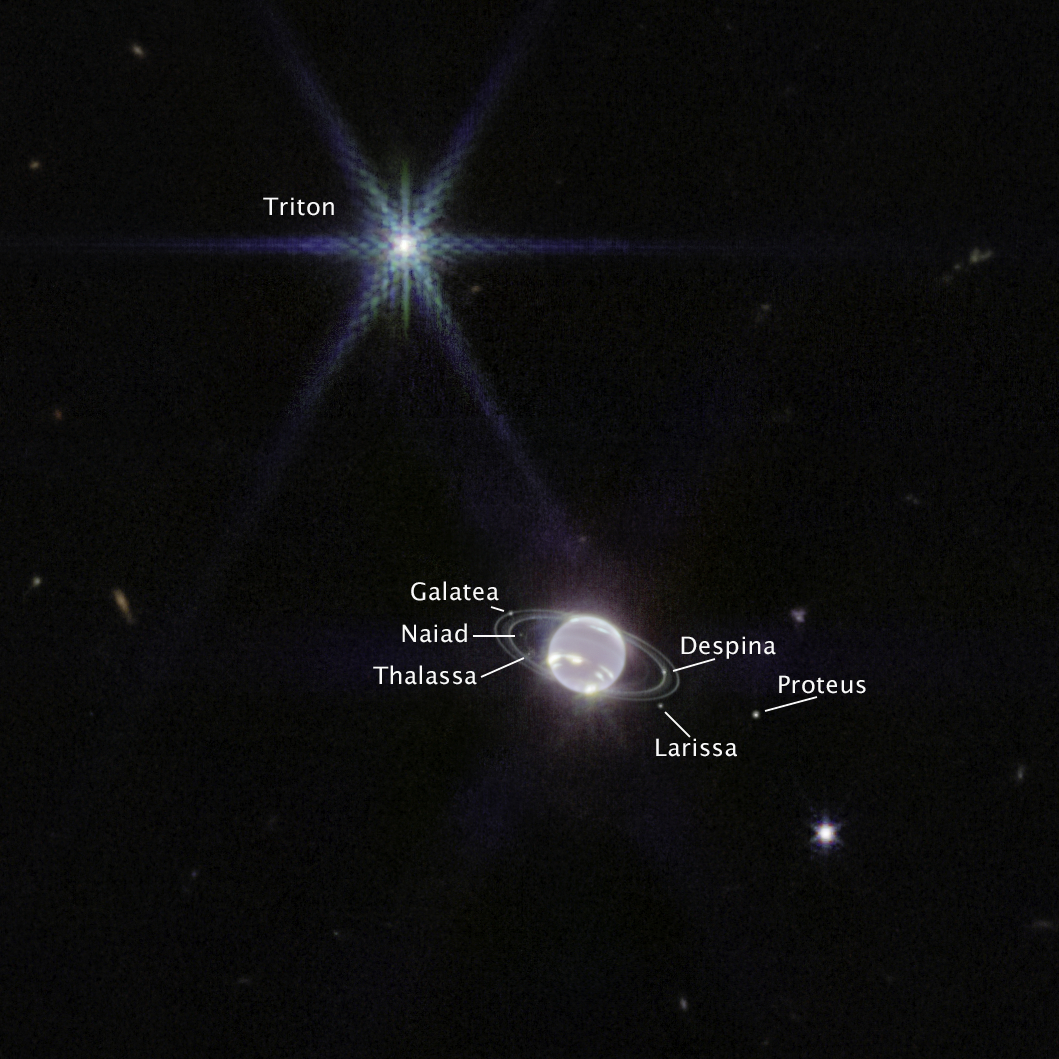
Des satellites et des anneaux de Neptune. Image obtenue par le télescope spatial James-Webb en 2022.

Les satellites naturels de Neptune — huitième et dernière planète du Système solaire par distance croissante au Soleil — sont actuellement, de manière confirmée, au nombre de 16. Le plus gros d'entre eux, Triton, est le premier à avoir été découvert en octobre 1846, dix-sept jours seulement après la première observation de la planète elle-même. Le deuxième découvert, Néréide, l'est plus d'un siècle plus tard, en 1949. Larissa est ensuite découverte en 1981 puis c'est grâce à différents programmes d'observation qu'en 1989, 2002, 2003, 2013 et 2021 sont découverts treize autres satellites.

## Découvertes
Triton fut découvert par William Lassell, le 10 octobre 1846, seulement 17 jours après la première observation de la planète Neptune par Johann Gottfried Galle. Le second satellite, Néréide, fut découvert par Gerard Kuiper en 1949, soit plus d'un siècle après Triton.
Avant l'arrivée de la sonde Voyager 2 dans le système de la planète, seule Larissa fut découverte (en 1981), à la faveur d'une occultation d'étoile ; cette troisième lune ne put cependant être observée à nouveau avant le survol de Neptune par la sonde spatiale.
L'analyse des photographies transmises par Voyager 2 en 1989 permit de découvrir cinq nouveaux satellites : Naïade, Thalassa, Despina, Galatée et Protée.
Halimède, Sao, Laomédie et Néso (S/2002 N 1 à 4) furent, comme leur désignation temporaire l'indique, découverts lors du même programme d'observation en 2002. Psamathée (S/2003 N 1) fut découvert en 2003.
Hippocampe a été découvert grâce au télescope Hubble. Sa découverte est annoncée le 15 juillet 2013 et il est alors provisoirement désigné S/2004 N 1. Il reçoit finalement sa désignation permanente, Neptune XIV, le 25 septembre 2018 puis est baptisé Hippocampe le 20 février 2019.
Le 23 février 2024 est annoncée la découverte de deux nouveaux satellites : d'une part, S/2021 N 1, satellite irrégulier rétrograde qui semble appartenir au même groupe que Psamathée et Néso, et d'autre part, S/2002 N 5, confirmation du candidat temporairement désigné c02N4 découvert en 2002, satellite irrégulier prograde qui semble appartenir au même groupe que Sao et Laomédie.

## Caractéristiques et groupes
Les lunes de Neptune peuvent être classées en deux groupes : les satellites réguliers et les satellites irréguliers. Le premier groupe contient les sept lunes internes, qui suivent une orbite circulaire et prograde dans le plan équatorial de Neptune. Le second groupe contient toutes les autres lunes, dont Triton. Ces lunes suivent une orbite inclinée et excentrique, généralement rétrograde, loin de Neptune. Triton est une exception, car son orbite est circulaire et proche de Neptune, quoique rétrograde et inclinée.

### Satellites réguliers
Les satellites réguliers de Neptune sont Naïade, Thalassa, Despina, Galatée, Larissa, Hippocampe et Protée. Les cinq premiers ont une période orbitale plus courte que la période de rotation de Neptune (orbite intérieure à l'orbite géosynchrone) et sont donc décélérés par effet de marée.
Quatre petites lunes ont des orbites à l'intérieur du système d'anneaux : Naïade et Thalassa entre les anneaux Galle et Le Verrier, Despina est juste à l'intérieur de l'anneau Le Verrier et Galatée vers l'intérieur de l'anneau Adams.
Seules les deux plus grandes lunes régulières ont été observées avec une précision suffisante pour connaître leur forme et les caractéristiques de leur surface. Larissa est un objet allongé d'environ 200 kilomètres de diamètre. Protée a une forme irrégulière d'environ 400 kilomètres de diamètre, avec plusieurs faces de 150 à 250 kilomètres de diamètre, sa surface est couverte de cratères d'impact, dont le plus grand, Pharos, a un diamètre de plus de 150 kilomètres.

### Satellites irréguliers

Les satellites irréguliers de Neptune.
La position de chaque satellite représente le demi-grand axe de l'orbite sur l'axe horizontal (en millions de km), et l'inclinaison sur l'axe vertical. Les satellites en dessous de l'axe horizontal sont rétrogrades.
La taille du cercle indique la taille relative du satellite. Les barres horizontales indiquent les variations de distance du satellite par rapport à Neptune.

Les satellites irréguliers sont Triton, Néréide, Halimède, Sao, Laomédie, Neso et Psamathée. Les cinq derniers sont similaires aux satellites irréguliers des autres planètes géantes du système solaire, et sont probablement des objets capturés gravitationnellement par Neptune.
Triton et Néréide ont des caractéristiques plus atypiques. Ce sont les deux plus gros satellites irréguliers connus du système solaire, Triton étant plus de 10 fois plus grand que n'importe quel autre satellite irrégulier. Leurs orbites ont également des demi grands axes relativement faibles, et des excentricités inhabituelles : Néréide a l'orbite la plus excentrique de tous les satellites connus, tandis que l'orbite de Triton est presque circulaire. Enfin, l'inclinaison de Néréide est la plus faible de tous les satellites irréguliers.

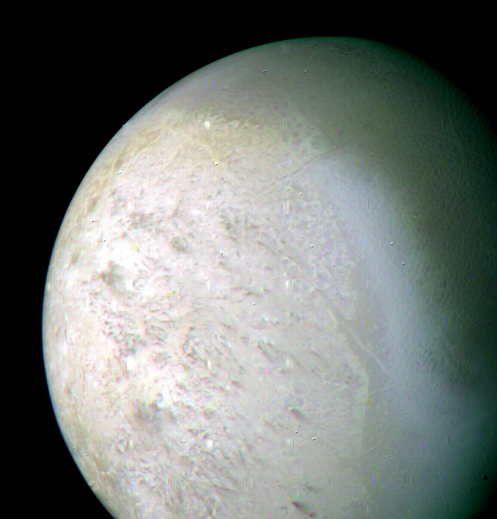
Vue de Triton par Voyager 2 en 1989

#### Triton
Triton suit une orbite rétrograde et quasi circulaire, et a probablement été capturé gravitationnellement par Neptune,,. Le satellite possède une atmosphère principalement composée d'azote, avec quelques traces de méthane et de monoxyde de carbone. La surface de Triton contient une large calotte polaire australe, constellée de traînées sombres vraisemblablement produites par des geysers, ainsi que des terrains plus récents.
Du fait de sa période de révolution inférieure à la période de rotation de Neptune, Triton est progressivement ralenti par Neptune sous l'effet du couple exercé par les forces de marée sur le satellite, de sorte que son orbite se rétrécit en spiralant et finira vraisemblablement par atteindre la limite de Roche dans au plus 3,6 milliards d'années, ce qui provoquera sa destruction.

#### Néréide
Néréide est la troisième plus grande lune de Neptune. Elle a une orbite prograde et très excentrique. Cette orbite inhabituelle laisse penser que Néréide est un astéroïde capturé ou un ancien objet de la ceinture de Kuiper, ou qu'il a été perturbé lors de la capture de Triton, le plus grand satellite de Neptune.

#### Autres satellites irréguliers
Parmi les satellites irréguliers restants, Sao, Laomédie et S/2002 N 5 suivent une orbite prograde et pourraient faire partie d'un même groupe, tandis que Halimède, Psamathée, Néso et S/2021 N 1 suivent des orbites rétrogrades. Au vu de la similarité de leurs orbites, Psamathée, Néso et S/2021 N 1 pourraient avoir une origine commune après la fragmentation d'un satellite plus grand.
Outre S/2002 N 1 (nommé depuis Halimède), S/2002 N 2 (Sao), S/2002 N 3 (Laomédie), S/2002 N 4 (Néso) et S/2003 N 1 (Psamathée), un sixième candidat, désigné c02N4, avait été découvert lors d'un relevé mené par Matthew J. Holman le 14 août 2002. Cependant, contrairement aux cinq premiers, qui avaient pu être réobservés en 2003 et après, c02N4 n'avait été observé qu'une seconde fois, avec le Very Large Telescope le 3 septembre 2002, avant d'être perdu. Les tentatives ultérieures pour le retrouver ont échoué jusqu'à sa réobservation en 2021, 2022 et 2023, conduisant à l'annonce de sa découverte en février 2024 sous la désignation S/2002 N 5.

## Liste

### Satellites confirmés
Voici la liste des satellites connus de Neptune, classés par demi-grand axe croissant. Les valeurs numériques proviennent de données de la NASA.
Légende
- Satellites réguliers
- ♠ Triton (satellite majeur, irrégulier rétrograde non groupé)
- † Néréide (irrégulier prograde non groupé)
- ‡ Halimède (irrégulier rétrograde non groupé)
- ♦ Groupe de Sao (irréguliers progrades)
- ♥ Groupe de Néso (irréguliers rétrogrades)

| Label        | Nom         | Désignation provisoire | Diamètre (km)         | Masse (1016 kg) | Demi-grand axe (km)  | Excentricité | Inclinaison (°) | Période orbitale (d) | Période de rotation (d) | Masse volumique moyenne (kg/m3) | Gravité à la surface (m/s²) | Température de surface (K) | Albédo moyen | Pression atmosphérique (Pa) | Année de découverte |
| ------------ | ----------- | ---------------------- | --------------------- | --------------- | -------------------- | ------------ | --------------- | -------------------- | ----------------------- | ------------------------------- | --------------------------- | -------------------------- | ------------ | --------------------------- | ------------------- |
| Neptune III  | Naïade      | S/1989 N 6             | 67 (96×60×52)         | ~19             | 48 227               | 0,0004       | 4,746           | 0,294                |                         | 1,3 × 103                       | 0,010                       | ~71                        | 0,07         | 0                           | 1989                |
| Neptune IV   | Thalassa    | S/1989 N 5             | 83 (108×100×52)       | ~35             | 50 075               | 0,0002       | 0,209           | 0,311                |                         | 1,3 × 103                       | 0,013                       | ~70                        | 0,09         | 0                           | 1989                |
| Neptune V    | Despina     | S/1989 N 3             | 152 (180×150×130)     | ~210            | 52 526               | 0,0002       | 0,064           | 0,335                |                         | 1,3 × 103                       | 0,023                       | ~70                        | 0,09         | 0                           | 1989                |
| Neptune VI   | Galatée     | S/1989 N 4             | 175 (204×184×144)     | 212             | 61 953               | 0,0000       | 0,062           | 0,429                |                         | 1,3 × 103                       | 0,030                       | ~71                        | 0,08         | 0                           | 1989                |
| Neptune VII  | Larissa     | S/1981 N 1, S/1989 N 2 | 195 (216×204×164)     | ~420            | 73 548               | 0,0014       | 0,205           | 0,555                |                         | 1,3 × 103                       | 0,034                       | ~70                        | 0,09         | 0                           | 1981                |
| Neptune XIV  | Hippocampe  | S/2004 N 1             | ~19                   |                 | 105 250              |              |                 | 0,96                 |                         |                                 |                             |                            |              |                             | 2013                |
| Neptune VIII | Protée      | S/1989 N 1             | 418 (436 × 416 × 402) | ~5 000          | 117 647              | 0,0005       | 0,026           | 1,122                |                         | 1,3 × 103                       | 0,075                       | ~70                        | 0,10         | 0                           | 1989                |
| Neptune I    | ♠Triton     | —                      | 2707                  | 2 140 000       | 354 800              | 0,000016     | 156,865         | −5,877               | 5,877 (Synchrone)       | 2,1 × 103                       | 0,78                        | ~ 36-38                    | 0,76         | 4,0 à 6,5                   | 1846                |
| Neptune II   | †Néréide    | —                      | 340                   | ~3 100          | 5 513 400            | 0,7512       | 7,232           | 360,14               | 0,48                    | 1,5 × 103                       | 0,071                       |                            | 0,16         |                             | 1949                |
| Neptune IX   | ‡Halimède   | S/2002 N 1             | 60                    | ~9              | 15 728 000           | 0,5711       | 134,101         | −1 879,71            |                         | 1,5 × 103                       | 0,010                       |                            | Albédo       | 0                           | 2002                |
| Neptune XI   | ♦Sao        | S/2002 N 2             | 38                    | ~9              | 22 422 000           | 0,2931       | 48,511          | 2 914,07             |                         | 1,5 × 103                       | 0,010                       |                            | 0,16         | 0                           | 2002                |
| -            | ♦S/2002 N 5 | S/2002 N 5             | 38                    |                 | 23 365 200           | 0,548        | 42,1            | 3 141,26             |                         |                                 |                             |                            |              |                             | 2002                |
| Neptune XII  | ♦Laomédie   | S/2002 N 3             | 38                    | ~9              | 23 571 000           | 0,4237       | 34,741          | 3 167,85             |                         | 1,5 × 103                       | 0,010                       |                            | 0,16         | 0                           | 2002                |
| Neptune X    | ♥Psamathée  | S/2003 N 1             | 28                    | ~1,5            | 46 695 000           | 0,450        | 137,4           | −9 115,91            |                         | 1,5 × 103                       |                             |                            | 0,04         | 0                           | 2003                |
| Neptune XIII | ♥Néso       | S/2002 N 4             | 60                    | ~9              | 48 387 000 (0,32 ua) | 0,495        | 132,6           | −9 373,99            |                         | 1,5 × 103                       |                             |                            | 0,04         | 0                           | 2002                |
| -            | ♥S/2021 N 1 | S/2021 N 1             | 25                    |                 | 50 623 600           | 0,441        | 134,5           | −10 017,93           |                         |                                 |                             |                            |              |                             | 2021                |

## Noms
Triton ne posséda pas de nom officiel avant le XXe siècle ; bien qu'il fût suggéré dès 1880 par Camille Flammarion et proposé de façon indépendante par plusieurs autres astronomes au fil des années,,, il ne fut pas utilisé de façon commune avant les années 1930, Triton étant simplement désigné comme « le satellite de Neptune » (le deuxième satellite ne fut pas découvert avant 1949).
Les autres lunes de Neptune sont nommées d'après les dieux marins associés à Neptune ou Poséidon dans les mythologies grecques et romaines. Les satellites irréguliers portent les noms de Néréides, filles du dieu marin Nérée et de l'Océanide Doris, qui forment le cortège de Poséidon.
Deux astéroïdes partagent le même nom qu'un satellite de Neptune : (74) Galatée et (1162) Larissa.